# Classe no 13 (chasseur de sous-marin)
Pour les articles homonymes, voir Classe No 13.
La Classe No 13 est une classe de chasseurs de sous-marin de la Marine impériale japonaise. Ces quarante neuf navires de lutte anti-sous-marine ont été construits entre 1939 et 1944
Ils sont répartis en trois sous-classes :
- Classe No 13 dans le cadre du Programme Maru 4 et Programme Rin Maru (1939-42)
- Classe No 28 dans le cadre du Programme Maru Kyu (1941-44)
- Classe No 30 dans le cadre du Programme Kai-Maru 5 (1943-44)

## Contexte
En 1938, l'Union soviétique renforce sa Flotte du Pacifique. La construction de la Classe No 13 (projet K8) est décidée pour renforcer la présence japonaise dans l’Océan Pacifique.

## Les unités

### ClasseNo13
- No 13 (Tsurumi-ku Iron Works - 15 juillet 1940) : coulé le 3 avril 1943
- No 14 (Tama Shipyards - 31 mars 1941) : coulé le 28 juillet 1945
- No 15 (Ōsaka Iron Works - 31 mars 1941) : retiré du service le 30 novembre 1945
- No 16 (Nihon Kōkan Corp. - 5 avril 1941) : coulé le 4 juillet 1944
- No 17 (Tōkyō Ishikawajima Shipyard - 31 juillet 1941) : coulé le 28 avril 1945
- No 18 (Nihon Kokan Corp. - 31 juillet 1941) : coulé le 30 décembre 1944
- No 19 (Harima Zōsen Corp - 20 septembre 1941) : coulé à Sasebo (après la fin de la guerre)
- No 20 (Tama Shipyards - 20 août 1941) : détruit en 1948
- No 21 (Ōsaka Iron Works - 20 août 1941) : retiré du service le 5 octobre 1945
- No 22 (Tokyo Mitsubishi Heavy Industries - 12 octobre 1941) : coulé le 19 février 1944
- No 23 (Harima Zōsen Corp - 15 novembre 1941) : retiré du service le 25 octobre 1945
- No 24 (Ōsaka Iron Works - 20 décembre 1941) : coulé le 17 février 1944
- No 25 (Tokyo Mitsubishi Heavy Industries - 29 décembre 1941) : coulé le 30 juillet 1945
- No 26 (Nihon Kōkan Corp. - 20 décembre 1941) : coulé le 30 juillet 1945
- No 27 (Tōkyō Ishikawajima Shipyard - 18 janvier 1942) : coulé le 15 juillet 1942

### ClasseNo28
- No 28 (Nihon Kōkan Corp. - 15 mai 1942) : coulé le 1er février 1945
- No 29 (Harima Zōsen Corp - 30 avril 1942) : coulé le 18 février 1944

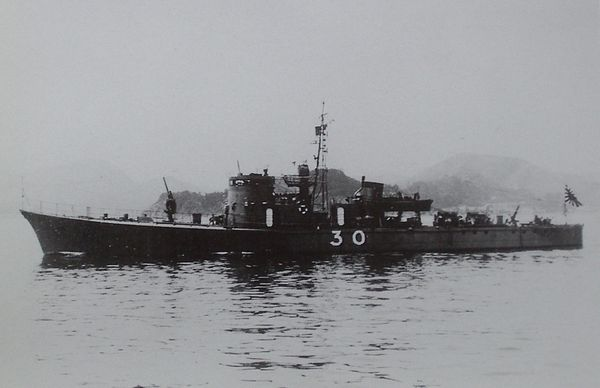
Le No 30

- No 30 (Mitsui Engineering & Shipbuilding Corporation - 13 mai 1942) : coulé le 24 décembre 1944
- No 31 (Tōkyō Ishikawajima Shipyard - 15 juin 1942) : coulé le 12 février 1945
- No 32 (Nihon Kōkan Corp. - 19 août 1942) : coulé le 24 septembre 1944
- No 33 (Mitsui Engineering & Shipbuilding Corporation - 15 août 1942) : coulé le 21 mars 1945
- No 34 (Harima Zōsen Corp - 31 août 1942) : coulé le 26 mars 1945
- No 35 (Hakodate Dock Corporation - 28 février 1943) : coulé le 23 février 1945
- No 36 (Tōkyō Ishikawajima Shipyard - 15 octobre 1942) : coulé le 19 novembre 1944
- No 37 (Mitsui Engineering & Shipbuilding Corporation - 31 octobre 1942) : coulé le 22 mai 1945
- No 38 (Nihon Kōkan Corp. - 10 décembre 1942) : transféré le 3 octobre 1947 à l'Union soviétique
- No 39 (Harima Zōsen Corp - 31 octobre 1942) : coulé le 16 février 1944
- No 40 (Harima Zōsen Corp - 31 mars 1942) : coulé le 19 février 1944
- No 41 (Kawanami Kōgyō Corporation - 31 janvier 1943) : retiré du service le 10 août 1946
- No 42 (Hitachi Zōsen Corporation - 31 janvier 1943) : coulé le 9 août 1945
- No 43 (Niigata Iron Works - 7 avril 1943) : coulé le 12 janvier 1945
- No 44 (Kawanami Kōgyō Corporation - 15 mai 1943) : retiré du service le 15 septembre 1945
- No 45 (Hakodate Dock Corporation - 15 octobre 1943) : coulé le 29 novembre 1944
- No 46 (Hitachi Zōsen Corporation - 30 septembre 1943) : coulé le 25 novembre 1944
- No 47 (Kawanami Kōgyō Corporation - 12 août 1943) : retiré du service le 15 septembre 1945
- No 48 (Niigata Iron Works - 31 juillet 1943) : coulé le 14 juillet 1945
- No 49 (Hakodate Dock Corporation - 31 janvier 1944) : transféré le 3 octobre 1947 à la République de Chine
- No 50 (Hitachi Zōsen Corporation - 30 novembre 1943) : coulé le 20 juillet 1944
- No 51 (Kawanami Kōgyō Corporation - 8 novembre 1943) : retiré du service le 15 septembre 1945
- No 52 (Naniwa Dock Company - 30 novembre 1943) : détruit en 1948
- No 53 (Naniwa Dock Company - 20 mars 1944) : coulé le 28 novembre 1944
- No 54 (Niigata Iron Works - 12 novembre 1943) : coulé le 25 mars 1944
- No 55 (Hakodate Dock Corporation - 31 mai 1943) : coulé le 13 septembre 1944
- No 56 (Naniwa Dock Corp. - 26 juillet 1944) : retiré du service en 1947
- No 57 (Hakodate Dock Corp. - 28 octobre 1944) : coulé le 12 juin 1945
- No 58 (Niigata Iron Works - 26 janvier 1944) : coulé le 22 mai 1945
- No 59 : annulé en 1943

### ClasseNo60
- No 60 (Niigata Iron Works - 28 mars 1944) : retiré du service le 5 octobre 1945
- No 61 (Niigata Iron Works - 8 mai 1944) : coulé le 5 janvier 1945
- No 62: annulé en 1943
- No 63 (Niigata Iron Works - 30 juin 1944) : coulé le 26 mars 1945
- No 64 à No 89 : annulés